# Плащоносещ броненосец
Плащоносещ броненосец (Chlamyphorus truncatus) е най-дребният представител на семейстно Броненосци. Видът е слабо проучен. Среща се в централните части на Аржентина и подобно на къртиците води подземен начин на живот.

## История на откриването
През 1824 г. близо до аржентинския град Мендоса американецът Ричард Харлън открива представител на вида. Това било забележително откритие дори и за местните жители, които не предполагали за неговото съществуване. Дълго време след това за науката били известни само два екземпляра съхранявани в музеи във Филаделфия и Лондон. Постепенно били открити и други екземпляри, които позволили да бъдат проучени анатомичните особености на вида. Днес плащоносещият броненосец е отделен като единствен представител на род Chlamyphorus като се отличава от останалите видове на семейството най-вече по вида на своя панцир.

## Разпространение и местообитание
Плащоносният броненосец е ендемичен вид за Аржентина. Среща се в централната част на страната в провинциите Буенос Айрес, Катамарка, Кордоба, Ла Пампа, Ла Риоха, Мендоса, Рио Негро, Сан Хуан и Сан Луис. Животното обитава равнини с песъчлива почва. Тук той я рови като образува дълги ходове под земята подобно на европейската къртица. Ходовете много рядко излизат на повърхността и вероятно почти целият си живот представителите на вида прекарват под земята.

## Морфологични особености
Видът е със сравнително дребно тяло, което по форма наподобява това на къртица. Главата му е устроена за ровене, муцунката завършва с рило, подобно на свинска зурла. Ноздрите могат да се затварят с помощта на малки мембрани. Очите са малки, скрити под козината над тях. Ушите са разположени близо до очите и не притежават характерна ушна раковина. Слуховият канал е ограден от малка кожна гънка богата на косми. Устната цепка е малка и оградена от твърди устни. Езикът е сравнително дълъг и месест с конични малки брадавици по него. Липсват резци и кучешки зъби, а кътниците са по осем на горната и осем на долната челюст.
Шията е къса и дебела, тялото удължено, а задната половина на тялото е широка. Предната част на тялото е по-силна от задната. Лапите са къси и дебели и по устойство наподобяват на къртичите. Ноктите са дебели и дълги, пригодени за ровене. Дължината на тялото с главата е 84 — 117 mm, а на опашката 27 — 35 mm. Лапите и ноктите на задните крайници са доста по-слабо развити. Опашката е прикрепена към долния край на панцира като накрая завършва подобно на лопатка. Цялата горна част на тялото е покрита с рогов панцир, съставен от отделни щитчета. Започва от главата и продължава назад по гърба. В предната част той е неподвижно свързан с главата.

## Начин на живот
Плащоносещите броненосци водят подземен начин на живот. Известно е, че под земята се придвижват бързо и лесно, докато на повърхността ̀и са бавни и тромави. Видът е активен предимно през нощта.

## Хранене
Представителите на вида се хранят основно с дребни безгръбначни като насекоми и червеи. В менюто им влизат и корени на растения.

## Размножаване
За размножаването на вида не се знае почти нищо. Известно е, че видът е слабо плодовит.

## Природозащитен статус
В 1996 г. Международния съюз за защита на природата класифицира вида като Застрашен. През 2006 г. е причислен към Потенциално застрашените видове. От 2008 г. се характеризира като Недостатъчно проучен вид. Въпреки това се смята, че потенциална заплаха за вида е разрушаване на местообитанията му, чрез утъпкване на почвата от едрия родат добитък.